# Comando Tecnológico Peronista
El Comando Tecnológico Peronista o (C. T. P.) fue una organización política peronista creada en 1973 en la Argentina, por oficiales del Ejército Argentino y civiles, con el fin de formar equipos técnicos y profesionales, para formular planes y políticas de gobierno, ante la inminencia de la asunción a la Presidencia de Héctor J. Cámpora.

## Historia
Los fundadores del Comando Tecnológico Peronista fueron los oficiales instructores del Colegio Militar de la Nación, Julián Licastro y José Luis Fernández Valoni, que a poco de iniciar sus actividades y proclamas fueron pasados a retiro obligatorio. También formó parte del grupo fundador Carlos Grosso entre los civiles. La emergencia de este grupo se vinculaba al clima político que comenzaba a enderezarse hacia el fin de la Dictadura Militar y el avance de diversas expresiones revolucionarias que cuestionaban el régimen vigente. Particularmente el CTP expresaba un nacionalismo popular, superador de viejos nacionalismos militares de filiación integrista católica y muy por el contrario adhería al nacionalismo revolucionario latinoamericano que comenzaba a revivir por aquel entonces. Sin pertenencia orgánica a la estructura del grupo, tuvieron notoria influencia en el mismo un viejo militante de la Resistencia Peronista como César Marcos y un intelectual como Juan José Hernández Arregui. También fue decisivo en la constitución del grupo el pintor jujeño Guadalupe Aparicio.
El nombre del grupo —y su referencia a lo tecnológico— fue el resultado de la necesidad de portar una denominación en alguna medida encubridora, que facilitase el accionar en la semiclandestinidad. Pero además respondía a una indicación del general Perón sobre la tarea de juntar "materia gris" para el inminente regreso al gobierno del peronismo. Entre los grupos preexistentes de los que se nutrió el CTP, vale recordar que se fundió en el mismo la mayoría de la Agrupación Peronista 29 de Mayo, de la Universidad del Salvador, exintegrantes del FEN (Frente Estudiantil Nacional), así como grupos de la provincia de Buenos Aires cuyo referente era Eneas Riú. Asimismo se desarrollaba una intensa actividad en el interior de las Fuerzas Armadas, especialmente en el Ejército, articulando con los numerosos oficiales que se oponían al predominio liberal conservador en las instituciones y a la frecuente interrupción de la democracia con golpes militares. Muchos de estos oficiales, expulsados del Ejército en el año 1981, fueron luego conocidos como los “treinta y tres orientales” en alusión a su número aproximado. Inicialmente el número de oficiales que iban a ser expulsados era alrededor de 300, pero la debilidad del régimen militar y las diferencias de criterio impidieron completar la maniobra. Fue por eso que quedaron en actividad oficiales que luego habrían de tener notoriedad en defensa de las instituciones, como fue el caso del luego general Martín Balza y del coronel Enrique Schinelli Garay.
En los primeros tiempos de su accionar el nucleamiento actuó en forma conjunta con otras organizaciones como el FEN y Guardia de Hierro, y se mantuvieron contactos con la Juventud Peronista, que apoyaba la lucha de Montoneros.
Luego del asesinato de José Ignacio Rucci, y planteadas ya disidencias profundas entre Perón y Montoneros, el CTP se alineó con Perón, pero evitando ser parte del accionar de la derecha peronista impulsada por José López Rega. Fue así que Licastro ocupó la Secretaría Política de la Secretaría General, a cargo de Vicente Solano Lima, durante el corto mandato presidencial de Perón. 
La estructura del nucleamiento, a pesar de contar con numerosos cuadros políticos, no era masiva. Esto era así entre otros factores porque trataba de influir en —y articular con— las realidades afines a lo largo y ancho del país y en las diversas instituciones sociales, políticas, sindicales y en las propias fuerzas armadas, contribuyendo a su evolución política pero respetando su preexistencia y características propias.
Pertenecieron al CTP militantes que posteriormente ocuparon responsabilidades políticas diversas, con la recuperación de la democracia, cuando el grupo no tenía casi existencia orgánica. Además de los mencionados Julián Licastro, José Luis Fernández Valoni y Carlos Alfredo Grosso, se pueden citar sin ser taxativo los casos de Justo Álvares Rodríguez, José Octavio Bordón, Luis María Macaya, Miguel Saiegh, Juan Carlos Benítez, Jorge Haiek, Miguel Ángel Toma, Ramón Lorenzo, Pablo Lohlé, Mario Krieger, Inés Botella, Raúl Carignano, Juan Carlos Vidal, Carlos Holubica y Jorge Cavodeassi, entre otros.
Hacia el inicio del proceso democrático abierto en 1983, el CTP ingresó en un proceso de dispersión, aunque sus componentes continuaron —y aún continúan, en algunos casos— actuando en forma notoria en el justicialismo, en función de aglutinamientos temporarios según la coyuntura política y sus lugares de inserción en el país.